# Phaethornithinae
Sous-famille
Les Phaethornithinae forment une sous-famille d'oiseaux-mouches. Cette sous-famille regroupe 36 espèces réparties dans 6 genres qui vivent du Mexique à l'Argentine. La plupart des oiseaux de cette sous-famille ont pour noms normalisés (CINFO) ermites à part deux becs-en-faucille. Une espèce, Ramphodon naevius, plus récemment intégrée dans ce groupe, est également appelée colibri tacheté, mais la CINFO la reconnait sous le nom d'ermite tacheté.

## Description
Ces espèces ne possèdent pas l'habituel dimorphisme sexuel des colibris. Si les plumes des mâles et celles des femelles sont iridescentes, leurs plumes sont globalement moins iridescentes que celles des mâles Trochilinae.
Bien que territoriaux, ils le sont moins que les Trochilinae. Plusieurs espèces, pour la parade nuptiale, forment des leks. La plupart des Phaethornithinae se nourrissent principalement du nectar des fleurs de Heliconia, mais aussi d'autres sources comme Centropogon, Passiflore, Costus, etc. Dans une moindre mesure, ils consomment aussi des arthropodes.

## Systématique
La taxonomie de plusieurs espèces a changé ces dernières années surtout si l'on suit la taxonomie de Hinkelmann & Schuchmann (1997). Par exemple plusieurs sous-espèces de Phaethornis sont aujourd'hui considérées comme espèces à part entière. Certaines controverses existent pour les espèces  Threnetes leucurus et Threnetes niger, considérés comme la même espèce par certains auteurs. Trois espèces, Androdon aequatorialis, Doryfera ludovicae et Doryfera johannae autrefois incluses dans cette sous-famille, sont aujourd'hui habituellement classées dans les Trochilinae.

### Liste des genres et espèces
D'après la classification de référence (version 2.7, 2010) du Congrès ornithologique international (ordre phylogénique) :
- genre Ramphodon Lesson, 1830 (1 espèce)
  - Ramphodon naevius – Ermite tacheté
- genre Eutoxeres Reichenbach, 1849 (2 espèces)
  - Eutoxeres aquila – Bec-en-faucille aigle
  - Eutoxeres condamini – Bec-en-faucille de La Condamine
- genre Glaucis Boie, 1831 (3 espèces)
  - Glaucis dohrnii – Ermite de Dohrn
  - Glaucis hirsutus – Ermite hirsute
  - Glaucis aeneus – Ermite bronzé
- genre Threnetes Gould, 1852 (3 espèces)
  - Threnetes ruckeri – Ermite de Rücker
  - Threnetes niger – Ermite d'Antonia
  - Threnetes leucurus – Ermite à queue blanche
- genre Anopetia Simon, 1918 (1 espèce)
  - Anopetia gounellei – Ermite de Gounelle
- genre Phaethornis Swainson, 1827 (27 espèces)
  - Phaethornis yaruqui – Ermite yaruqui
  - Phaethornis guy – Ermite vert
  - Phaethornis hispidus – Ermite d'Osery
  - Phaethornis longirostris – Ermite à longue queue
  - Phaethornis superciliosus – Ermite à brins blancs
  - Phaethornis malaris – Ermite à long bec
  - Phaethornis syrmatophorus – Ermite à ventre fauve
  - Phaethornis koepckeae – Ermite de Koepcke
  - Phaethornis philippii – Ermite de Filippi
  - Phaethornis bourcieri – Ermite de Bourcier
  - Phaethornis anthophilus – Ermite anthophile
  - Phaethornis eurynome – Ermite eurynome
  - Phaethornis pretrei – Ermite de Prêtre
  - Phaethornis augusti – Ermite d'Auguste
  - Phaethornis subochraceus – Ermite ocré
  - Phaethornis squalidus – Ermite terne
  - Phaethornis rupurumii – Ermite balafré
  - Phaethornis longuemareus – Ermite nain
  - Phaethornis idaliae – Ermite d'Idalie
  - Phaethornis nattereri – Ermite de Natterer
  - Phaethornis ruber – Ermite roussâtre
  - Phaethornis stuarti – Ermite de Stuart
  - Phaethornis atrimentalis – Ermite à gorge noire
  - Phaethornis aethopygus – (?)
  - Phaethornis striigularis – Ermite à gorge rayée
  - Phaethornis griseogularis – Ermite à gorge grise
  - Phaethornis mexicanus – Ermite de Hartert